# Alsóbisztra
Alsóbisztra (ukránul: Нижній Бистрий) település Ukrajnában, Kárpátalján, a Huszti járásban.

## Fekvése
Huszttól északkeletre, a Nagy-ág folyó mellett, Vucskómező és Berezna közt fekvő település. Hozzá tartozik Mogyorós telep is.

## Története
Alsóbisztra nevét 1668-ban Bisztra néven említette először oklevél. A falu a Nagy-ág felső folyásánál települt, valamikor a 17. század közepén, mivel az 1717-1720 évi összeírás nevét még nem említi.
1910-ben 1979 lakosából 195 magyar, 27 német, 1757 ruszin volt. Ebből 1790 görögkatolikus, 170 izraelita volt. A trianoni békeszerződés előtt Máramaros vármegye Huszti járásához tartozott.

## Népessége
| 2004 | 2 260 |